# Lemierze
Lemierze – wieś w Polsce, położona w województwie świętokrzyskim, w powiecie ostrowieckim, w gminie Bałtów.
| SIMC    | Nazwa      | Rodzaj    |
| ------- | ---------- | --------- |
| 0226388 | Boguczyzna | część wsi |

W latach 1975–1998 miejscowość administracyjnie należała do województwa kieleckiego.
Wieś sołecka – zobacz jednostki pomocnicze gminy Bałtów w BIP
Wierni Kościoła rzymskokatolickiego należą do parafii św. Rozalii w Podgórzu.